# Court of Chancery

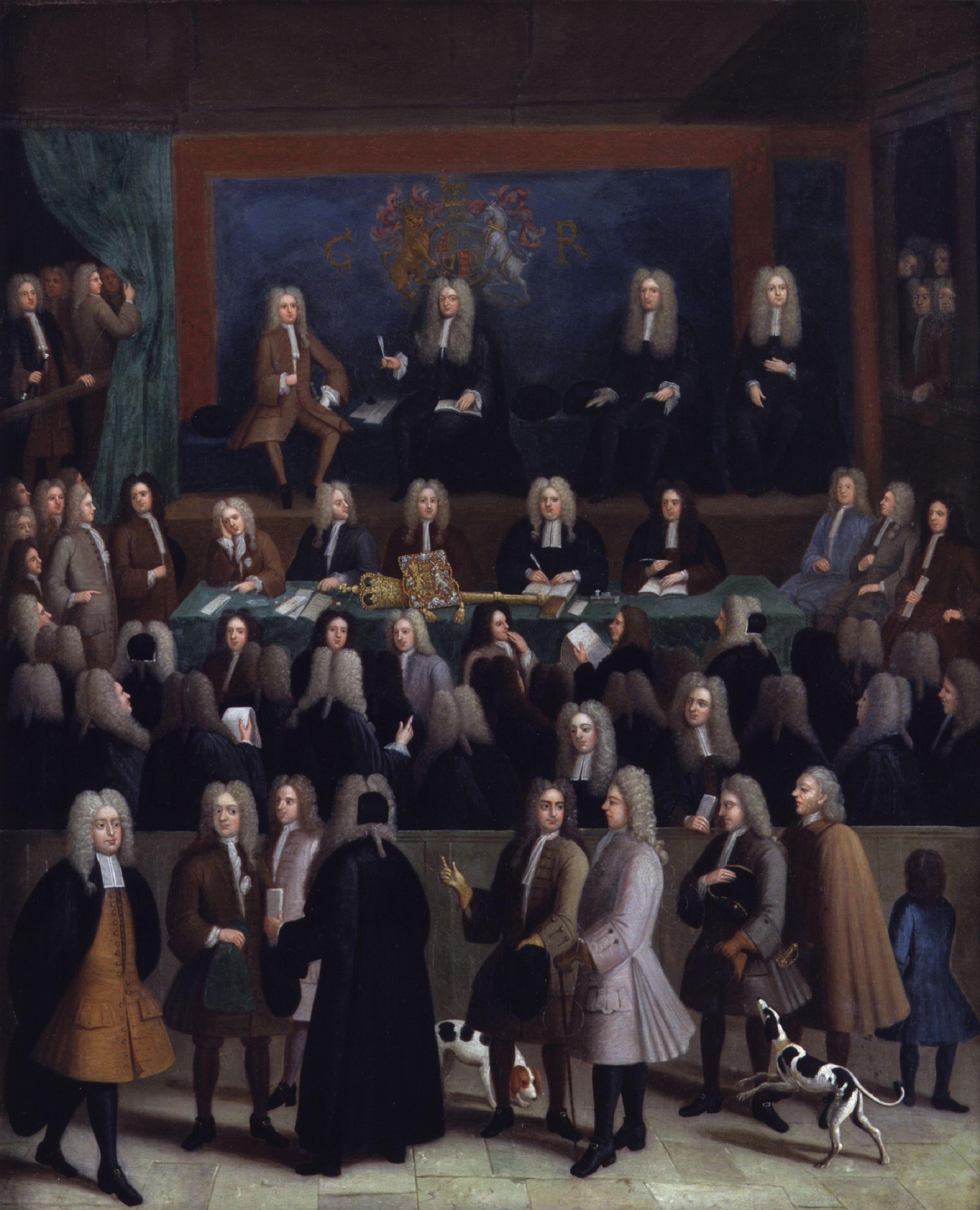
Court of Chancery (etwa 1725)

Der Court of Chancery war ein Ermessensgericht in England und Wales, das eine Reihe lockerer Regeln befolgte, um das langsame Tempo des Wandels und die mögliche Strenge (oder „Ungerechtigkeit“) des Common Law zu vermeiden.
Der Court of Chancery (Kanzleigericht) war einer der courts of equity in England und Wales.

## Geschichte
Durch Anwendung der strikten formalen Regeln des common law durch die königlichen Gerichte kam es oft zu als ungerecht empfundenen Urteilen, gegen die der englische König schon früh die Möglichkeit eröffnete, sich an ihn zu wenden, um ein at law richtiges Urteil als in equity ungerecht aufzuheben. Der König delegierte diese Aufgabe bald an seinen Lordkanzler. Equity entwickelte schon bald ein Eigenleben und bildete ein ergänzendes Regelwerk zum common law und konnte am court of Chancery, d. h. am Gericht des Kanzlers, mit einer eigenen Klage erlangt werden. Im 19. Jahrhundert wurde die als umständlich erscheinende Trennung von common law und equity aufgegeben und mit den Judicature Acts die common law courts und der court of Chancery miteinander verbunden. Er lebt nunmehr in der Chancery Division des High Court fort.